# Atletiek op de Paralympische Zomerspelen 2024 - 400 m vrouwen T13
De 400 meter voor vrouwen klasse T13 op de Paralympische Zomerspelen 2024 vond plaats op 5 september (series) en 7 september (finale) in het Stade de France. Deze klasse is voor slechtziende atletes die meestal contouren kunnen herkennen op een afstand van 2 tot 6 meter. Atletes in deze categorie maken vaak geen gebruik van een gids. De winnares van 2020 was Lamiya Valiyeva uit Azerbeidzjan, die in 2024 werd opgevolg door de Braziliaanse Rayane Soares da Silva. Lamiya Valiyeva behaalde het zilver en de Portugese Carolina Duarte won de bronzen medaille.

## Records
Voorafgaand aan het toernooi waren dit de wereldrecords en Paralympische records.
| Wereldrecord        | Verenigde Staten Marla Runyan | 54.46 | Los Angeles | 3 januari 1995   |
| Paralympisch record | Azerbeidzjan Lamiya Valiyeva  | 55.00 | Tokio       | 4 september 2021 |

## Series
De eerste drie van beide series kwalificeerden zich direct voor de finale. Van de overgebleven atleten kwalificeerden bovendien de twee snelsten zich voor de finale.

#### Serie 1
| Rang | Baan | Naam                        | Naam | Tijd    | Bijz. |
| ---- | ---- | --------------------------- | ---- | ------- | ----- |
| 1    | 5    | Carolina Duarte             | POR  | 55.99   | Q     |
| 2    | 7    | Erin Kerkhoff               | USA  | 57.42   | Q     |
| 3    | 8    | Nantenin Keita              | FRA  | 57.67   | Q     |
| 4    | 6    | Adiaratou Iglesias Forneiro | ESP  | 58.07   | q, SB |
| 5    | 9    | Mariia Ulianenko            | NPA  | 58.57   | q, SB |
| 6    | 4    | Keegan Gaunt                | CAN  | 1:03.16 |       |
| —    | 3    | Edmiisa Governo             | MOZ  | DNS     |       |

### Serie 2
| Rang | Baan | Naam                   | Naam | Tijd    | Bijz. |
| ---- | ---- | ---------------------- | ---- | ------- | ----- |
| 1    | 6    | Rayane Soares da Silva | BRA  | 56.44   | Q     |
| 2    | 8    | Lamiya Valiyeva        | AZE  | 56.51   | Q     |
| 3    | 7    | Mana Sasaki            | JPN  | 58.77   | Q     |
| 4    | 5    | Kym Crosby             | USA  | 59.04   |       |
| 5    | 3    | Gloria Majaga          | BOT  | 59.72   | PB    |
| 6    | 9    | Peace Oroma            | UGA  | 1:01.68 |       |
| 7    | 4    | Monica Munga           | ZAM  | 1:04.90 | PB    |

## Finale
| Rang   | Baan | Naam                        | Naam | Tijd  | Bijz. |
| ------ | ---- | --------------------------- | ---- | ----- | ----- |
| Goud   | 8    | Rayane Soares da Silva      | BRA  | 53.55 | WR    |
| Zilver | 5    | Lamiya Valiyeva             | AZE  | 55.09 |       |
| Brons  | 6    | Carolina Duarte             | POR  | 55.52 |       |
| 4      | 3    | Adiaratou Iglesias Forneiro | ESP  | 56.98 | SB    |
| 5      | 7    | Erin Kerkhoff               | USA  | 57.19 |       |
| 6      | 9    | Nantenin Keita              | FRA  | 57.43 |       |
| 7      | 4    | Mana Sasaki                 | JPN  | 58.35 | SB    |
| 8      | 2    | Mariia Ulianenko            | NPA  | 58.96 |       |